# Хебронско стакло
Хебронско стакло (арап. زجاج الخليل, zajaj al-Khalili) се односи на стакло произведено у Хеброну, чија је производња отпочела као део продуктивне уметничке индустрије основане у граду током римске владавине Палестином, али његово порекло сеже у старију феничанску индустрију стакла. Стари град у Хеброну још увек садржи кварт под називом „Кварт дувача стакла“ (арап. حارة القزازين ) и хебронско стакло је и даље туристичка атракција за град.
Традиционално, стакло се топило коришћењем локалних сировина, укључујући песак из суседних села, натријум карбонат (из Мртвог мора), и додатке ради добијања боје, као што су оксид гвожђа и оксид бакра. Данас се у процесу производње често користи рециклирано стакло. Производња стакла у Хеброну је породични занат, чије је тајне сачувале и преносиле неколико палестинских породица које управљају фабрикама стакла које се налазе недалеко од града. Производи који се праве укључују стаклени накит, као што су перле, наруквице и прстење, као и витражи и стаклене лампе. Међутим, због палестинско-израелског сукоба, производња стакла је претрпела пад.